# زبان مالایی
زبان مالایی (به مالایی: Bahasa Melayu) زبانی آسترونزیایی است که توسط ۲۹۰ میلیون نفر جمعیت که عمدتاً از مردم مالایی هستند در کشورهای مالزی، اندونزی، برونئی، سنگاپور و بخش‌هایی از تایلند صحبت می‌شود. مالایی زبان ساکنان سراسر تنگه مالاکا شامل سواحل شبه‌جزیره مالایا در مالزی و ساحل شرقی سوماترا در اندونزی است و همچنین به عنوان زبان بومی در غرب ساراواک و کالیمانتان غربی در بورنئو نیز کاربرد دارد. مالایی زبان بازرگانی در بخش‌هایی از فیلیپین به ویژه مجمع‌الجزایر سولو و پالاوان است.
مالایی دارای نام‌های رسمی پرشماری است. در مالزی بدان Bahasa Melayu (زبان مالایی) یا Bahasa Malaysia (زبان مالزیایی)، در برونئی و سنگاپور بدان Bahasa Melayu (زبان مالایی) و در اندونزی بدان Bahasa Indonesia (زبان اندونزیایی) گفته می‌شود. گرچه اندونزیایی‌ها از گونه‌های مالایی رایج در مرکز تا جنوب سوماترا که بومی این مناطق است، به عنوان Bahasa Melayu (زبان مالایی) یاد می‌کنند و آن‌ها را یکی از زبان‌های محلی خود می‌دانند. گویش میانجی میان مالایی‌تباران اندونزیایی است که دلیل آن وجود انبوه فیلم‌ها و برنامه‌های تلویزیونی و رادیویی و منابع مالایی به این گویش است.
مالایی معیار که مالایی دیوانی نیز نامیده می‌شود، زبان ادبی سلطان‌نشین‌های ملاکا و جوهور تا پیش از استعمار بود و بدین دلیل گاه به مالایی، ملاکایی، جوهوری و ریائویی می‌گویند تا با سایر زبان‌های مالایی‌تبار اشتباه نشود. مطابق اتنولوگ، چندین گونه از زبان‌های مالایی که در حال حاضر به عنوان زبان‌های جداگانه فهرست می‌شوند، از جمله گونه‌های اورنگ اصلی شبه‌جزیره مالایی، چنان با مالایی معیار ارتباط نزدیکی دارند که می‌توان آن‌ها را به عنوان گویش این زبان دسته‌بندی کرد. همچنین چندین زبان کریول و مخلوط بر پایه مالایی وجود دارد که از مالایی کلاسیک و همچنین مالایی ماکاساری ایجاد شده‌اند.

## ریشه
زبان‌شناسان تاریخی در مورد احتمال گسترش سرزمین اولیه مالایی‌زبان در غرب بورنئو تا سواحل برونئی اتفاق نظر دارند. گونه‌ای که به نام نیامالایی شناخته می‌شود حداقل تا سال ۱۰۰۰ پیش از میلاد در بورنئو صحبت می‌شد و گفته می‌شود زبان اجدادی تمام زبان‌های مالایی بعدی است. نیای آن، نیامالایو-پلی‌نزیایی، از نوادگان زبان نیاآسترونزیایی، حداقل در سال ۲۰۰۰ قبل از میلاد، و احتمالاً در نتیجه گسترش مردمان آسترونزیایی به جنوب شرق آسیا از جزیره تایوان، شروع به تجزیه کرد.

## تاریخ

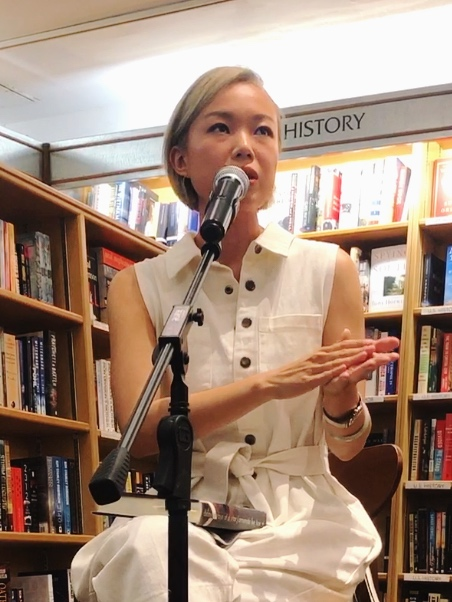
آماندا لی کو نویسنده و تاریخ‌نگار اهل سنگاپور

تاریخ زبان مالایی را می‌توان به پنج دوره تقسیم کرد: مالایی باستان، دوره گذار، دوره ملاکا (مالایی کلاسیک)، مالایی نوین پسین و مالایی نوین.
مالایی باستان بسیار تحت تأثیر زبان سانسکریت بود و به الفبای گرانتا نوشته می‌شد. ‏کهن‌ترین نمونه‌های یافت شده از مالایی باستان متعلق به سنگ نوشته‌های کدوکان بوکیت یافته‌شده در سوماترا است و به قرن هفتم میلادی بازمی‌گردد.
زبان مالایی کلاسیک در زمان سلطان‌نشین ملاکا و ورود اسلام به منطقه به عنوان زبان میانجی درآمد و واژگان عربی و فارسی بسیاری وارد آن شدند. ملاکا یک مرکز تجاری بین‌المللی بود و مردمان مختلفی در آن‌ها حضور داشتند. به همین دلیل واژگانی از زبان‌های دیگر مثل تامیلی و چینی نیز وارد این زبان شدند. در این دوران، دو گونه از زبان مالایی کاربرد داشت؛ یک نوع، مالایی کلاسیک بود که زبان رسمی ملاکا بود و از آن در متون ادبی استفاده می‌شد و نوع دوم، زبان مالایی محاوره‌ای که به عنوان زبان میانجی در بین مردم این منطقه استفاده می‌شد. الفبای جاوی نیز در این دوران پدید آمد.
‏در قرن نوزدهم مالایی کلاسیک توسط حکومت استعماری هلند در اندونزی و بریتانیا در مالزی، به عنوان زبان معیار انتخاب شد و با انتشار کتاب و تدریس به آن در مدارس و دانشگاه‌ها، بین مردم عادی بیشتر روایج یافت. در این دوران سامانه نوشتاری لاتین نیز ایجاد و جایگزین الفبا جاوی شد. با گسترش ادبیات در قرن نوزدهم، مالایی به شکوفایی رسید و پژوهشگران تصمیم به معیارسازی آن گرفتند و در سال ۱۹۳۶ فردی به نام زین‌العابدین احمد چند کتاب دستور زبان مالایی را منتشر کرد. ‏این کتاب‌ها اساس زبان‌های مالایی و اندونزیایی بودند. ‏معیارسازی زبان‌های مالایی و اندونزیایی نقش مهمی در جنبش‌های ملی و استقلال‌طلبانه ایفا کرد. ‏در سال ۱۹۴۵ اندونزی کشور به استقلال رسید و زبان اندونزیایی، زبان رسمی این کشور شد و در سال ۱۹۵۷ نیز مالزی به عنوان کشوری مستقل اعلام شد و زبان مالزیایی، زبان رسمی این کشور شد.

## دسته‌بندی
مالایی بخشی از خانواده زبان‌های آسترونزیایی است، که شامل زبان‌هایی از جنوب شرق آسیا و اقیانوس آرام، با شمار کمتری در قاره آسیا است. زبان مالاگاسی نیز در ماداگاسکار در اقیانوس هند، بخشی از این خانواده است. گرچه این زبان‌ها نسبت یکدیگر قابل درک نیستند، اما شباهت‌های آنها بسیار چشمگیر است و بسیاری از ریشه‌ها عملاً از نیای مشترک خود، نیاآسترونزیایی تغییر نکرده‌اند. اشتراکات بسیاری در این زبان‌ها برای اسامی خویشاوندان، بهداشت، اعضای بدن، حیوانات و به ویژه اعداد یافت می‌شود.
در خانواده آسترونزیایی، مالایی بخشی از یک خوشه از زبان‌گونه‌های به هم مرتبطی به نام زبان‌های مالایی‌تبار است که توسط بازرگانان مالایی از سوماترا در سراسر مالایا و مجمع‌الجزایر اندونزی پخش شده‌اند. در مورد اینکه کدام یک از گویش‌هایی که به‌طور عمومی «مالایی» خوانده می‌شود، گویش‌های این زبان هستند و کدام یک باید به عنوان زبان‌های مالایی مجزا طبقه‌بندی شوند، اختلاف نظر وجود دارد. برای مثال زبان محلی برونئی (مالایی برونئی) به راحتی نسبت به مالایی معیار قابل درک نیست و همین امر در مورد برخی گویش‌ها در شبه جزیره مالایا مانند مالایی کداحی نیز صدق می‌کند. گرچه مالایی برونئی و کداحی بسیار به هم نزدیک هستند.
نزدیک‌ترین خویشاوندان مالایی زبان‌های رایج در سوماترا همچون مینانگ‌کابائو با ۵٫۵ میلیون گویشور در ساحل غربی هستند.

## واج‌شناسی
واج‌های مالایی در زیر نشان داده شده‌اند:

### واکه‌ها
|       | جلو | میانه | پشت |
| ----- | --- | ----- | --- |
| بسته  | i   |       | u   |
| میانه | e   | ə     | o   |
| باز   |     | a     |     |

### همخوان‌ها
|                 |        | همخوان لبی | همخوان لبی | لثوی | همخوان پس‌لثوی/کامی | نرم‌کامی | چاکنایی |
| --------------- | ------ | ---------- | ---------- | ---- | ------------------ | ------- | ------- |
| خیشومی          | خیشومی | m          |            | n    | ɲ                  | ŋ       |         |
| انسدادی/انسایشی | بی‌واکی | p          |            | t    | t͡ʃ                 | k       | (ʔ)     |
| انسدادی/انسایشی | واک‌دار | b          |            | d    | d͡ʒ                 | g       |         |
| سایشی           | بی‌واکی | (f)        | (θ)        | d    | (ʃ)                | (x)     | h       |
| سایشی           | واک‌دار | (v)        | (ð)        | (z)  |                    | (ɣ)     |         |
| ناسوده          | مرکزی  |            |            |      | j                  | w       |         |
| ناسوده          | کناری  |            |            | l    |                    |         |         |
| لرزشی           | لرزشی  |            |            | r    |                    |         |         |

## سامانه نوشتاری
زبان مالایی امروزه به خط لاتین نوشته می‌شود که در مالزی، برونئی و سنگاپور معروف به خط رومی (Rumi) است و در چهار کشور اندونزی، مالزی، برونئی و سنگاپور رسمیت دارد. با این وجود الفبای جاوی که بر پایه خط عربی است نیز هنوز کاربرد دارد و در کنار الفبای مالایی، یکی از دو الفبای رسمی برونئی است.
الفبای مالایی دارای ۲۶ حرف است. نام حروف در اندونزی پیرو نام حروف در الفبای هلندی است درحالی که در سایر کشورها از نام حروف الفبای انگلیسی پیروی می‌کند. با وجود تفاوت در نام، این حروف در تمام کشورهای مالایی زبان به‌طور یکسان تلفظ می‌شوند. حروف V ,Q و X تنها در وام‌واژه‌ها یافت می‌شوند.
| حرف | نام                | نام                     | صدا                     | صدا       | صدا                       |
| حرف | اندونزی            | مالزی، برونئی و سنگاپور | رسمی                    | رسمی      | برابر انگلیسی             |
| حرف | اندونزی            | مالزی، برونئی و سنگاپور | مالزی، برونئی و سنگاپور | اندونزی   | برابر انگلیسی             |
| --- | ------------------ | ----------------------- | ----------------------- | --------- | ------------------------- |
| Aa  | a (/a/)            | e (/e/)                 | /a/                     | /a/       | a در father               |
| Aa  | a (/a/)            | e (/e/)                 | /ə/                     | -         | a در sofa                 |
| Bb  | bé (/be/)          | bi (/bi/)               | /b/                     | /b/       | b در bed                  |
| Cc  | cé (/t͡ʃe/ or /se/) | si (/si/)               | /t͡ʃ/                    | /t͡ʃ/      | ch در check               |
| Dd  | dé (/de/)          | di (/di/)               | /d/                     | /d/       | d در day                  |
| Ee  | é (/e/)            | i (/i/)                 | /ə/                     | /ə/       | e در tolerant             |
| Ee  | é (/e/)            | i (/i/)                 | /e/                     | /e/       | e در hey                  |
| Ee  | é (/e/)            | i (/i/)                 | /e/                     | /ɪ/       | e در packet               |
| Ee  | é (/e/)            | i (/i/)                 | /ɛ/                     | /ɛ/       | e در get                  |
| Ff  | éf (/ef/)          | éf (/ef/)               | /f/                     | /f/       | f در effort               |
| Gg  | gé (/ge/)          | ji (/d͡ʒi/)              | /ɡ/                     | /ɡ/       | g در gain                 |
| Hh  | ha (/ha/)          | héc (/het͡ʃ/)            | /h/                     | /h/       | h در harm                 |
| Ii  | i (/i/)            | ai (/ai̯/)               | /i/                     | /i/       | i در machine، اما کوتاه‌تر |
| Ii  | i (/i/)            | ai (/ai̯/)               | /e/                     | /ɪ/       | i در igloo                |
| Jj  | jé (/d͡ʒe/)         | jé (/d͡ʒe/)              | /d͡ʒ/                    | /d͡ʒ/      | j در jam                  |
| Kk  | ka (/ka/)          | ké (/ke/)               | /k/                     | /k/       | k در skate                |
| Ll  | él (/el/)          | él (/el/)               | /l/                     | /l/       | l در let                  |
| Mm  | ém (/em/)          | ém (/em/)               | /m/                     | /m/       | m در mall                 |
| Nn  | én (/en/)          | én (/en/)               | /n/                     | /n/       | n در net                  |
| Oo  | o (/o/)            | o (/o/)                 | /o/                     | /o/       | o در owe                  |
| Oo  | o (/o/)            | o (/o/)                 | /o/                     | /ʊ/       | o در owe                  |
| Oo  | o (/o/)            | o (/o/)                 | /ɔ/                     | /ɔ/       | o در bought، اما کوتاه‌تر  |
| Pp  | pé (/pe/)          | pi (/pi/)               | /p/                     | /p/       | p در speak                |
| Qq  | ki (/ki/)          | kiu (/kiu/ or /kju/)    | /q/ ~ /k/               | /q/ ~ /k/ | q در Qatar                |
| Rr  | ér (/er/)          | ar (/ar/ or /a:/)       | /r/                     | /r/       | Spanish rr در puerro      |
| Ss  | és (/es/)          | és (/es/)               | /s/                     | /s/       | s در sun                  |
| Tt  | té (/te/)          | ti (/ti/)               | /t/                     | /t/       | t در still                |
| Uu  | u (/u/)            | yu (/ju/)               | /u/                     | /u/       | u در rule، اما کوتاه‌تر    |
| Uu  | u (/u/)            | yu (/ju/)               | /o/                     | /ʊ/       | oo در foot                |
| Vv  | vé (/ve/ or /fe/)  | vi (/vi/)               | /v/ ~ /f/               | /v/ ~ /f/ | v در van                  |
| Ww  | wé (/we/)          | dabel yu (/dabəlˈju/)   | /w/                     | /w/       | w در wet                  |
| Xx  | éks (/eks/)        | éks (/eks/)             | /ks/                    | /ks/      | x در box                  |
| Xx  | éks (/eks/)        | éks (/eks/)             | /z/                     | /s/       | x در xenon                |
| Yy  | yé (/je/)          | wai (/wai̯/)             | /j/                     | /j/       | y در yarn                 |
| Zz  | zét (/zet/)        | zed (/zed/)             | /z/                     | /z/       | z در zebra                |

## وام‌واژه‌ها
مالایی تحت تأثیر زبان‌های بسیاری به ویژه عربی (اصطلاحات دینی)، سانسکریت، تامیلی، چینی، فارسی، پرتغالی، هلندی و اخیراً انگلیسی (اصطلاحات علمی و فناوری) قرار گرفته‌است. برای مثال، طبق تخمین‌ها در اندونزیایی نوین، حدود ۷۵۰ وام‌واژهٔ سانسکریت، ۱۰۰۰ وام‌واژهٔ عربی، برخی با اصالت فارسی و عبری، حدود ۱۲۵ وام‌واژهٔ پرتغالی، اسپانیایی و ایتالیایی و ۱۰٬۰۰۰ وام‌واژهٔ هلندی وجود دارد. با این وجود عمده واژگان اندونزیایی از ریشه آسترونزیایی هستند.

## گویش‌ها
گویش‌های مالایی و زبان‌های نزدیک به آن در سراسر برونئی، اندونزی، مالزی، سنگاپور، جنوب تایلند و بخش‌های دور جنوب فیلیپین توسط مالایی‌ها و مردم وابسته صحبت می‌شود. این زبان‌ها را به‌طور سنتی به عنوان مالایی، پیرامالایی و مالایی محلی دسته‌بندی می‌کنند. زبان‌های مالایی به میزان متفاوتی برای دیگر زبان‌ها قابل درک هستند، گرچه تمایز بین زبان و گویش در بسیاری از موارد نامشخص است.
زبان‌های پیرامالایی شامل زبان‌های سوماترا می‌شود: مینانگ‌کابائو، مالایی مرکزی (بنگکولو)، پکال، موسی (پالمبانگ)، نگری سمبیلی (مالزی) و دونائو.
مالایی محلی زبان‌های مالایی مردم اورنگ اصلی (نیامالایی) در مالزی شبه‌جزیره‌ای هستند: جاکون، اورنگ کاناک، اورنگ سلتار و تموآن.
سایر زبان‌های مالایی، که شامل این گروه‌ها نیستند، با گسترش مالایی‌ها در سراسر مجمع الجزایر ارتباط دارند. آن‌ها شامل مالایی ملاکایی (مالزیایی و اندونزیایی)، مالایی کداحی، مالایی برونئی، مالایی برائو، مالایی بانگکا، مالایی جامبی، مالایی کوتایی، لونکونگ، مالایی پاتانی و بانجاری هستند. احتمالاً منتراپ نیز بخشی از این گروه باشد.
زبان‌های کریول پرشماری نیز بر پایه مالایی شکل گرفته که از آن‌ها می‌توان به بتاوی، مالایی کوکوس، مالایی ماندو و مالایی صباح اشاره کرد که کمابیش از مالایی معیار (ملاکایی) مجزا هستند.

## مثال‌ها
همه سخنوران مالایی قادر به درک هر یک از ترجمه‌های زیر که بیشتر انتخاب واژگان آن‌ها متفاوت است هستند. واژگان برای «مقاله»، "pasal" و "perkara" و «اعلامیه»، "pernyataan" و "perisytiharan" به ترتیب مخصوص گونه‌های اندونزیایی و مالزیایی است، اما به جز این دو مورد، تمام کلمات در هر دو گونه یافت می‌شود.
| فارسی | اندونزیایی | مالزیایی |
| --- | --- | --- |
| اعلامیه جهانی حقوق بشر | Pernyataan Umum tentang Hak Asasi Manusia | Perisytiharan Hak Asasi Manusia sejagat |
| ماده ۱ | Pasal 1 | Perkara 1 |
| تمام ابنای بشر آزاد زاده شده و در حرمت و حقوق با هم برابرند. عقلانیت و وجدان به آن‌ها ارزانی شده و لازم است تا با یکدیگر عادلانه و برادرانه رفتار کنند. | Semua orang dilahirkan merdeka dan mempunyai martabat dan hak-hak yang sama. Mereka dikaruniai akal dan hati nurani dan hendaknya bergaul satu sama lain dalam semangat persaudaraan. | Semua manusia dilahirkan bebas dan sama rata dari segi maruah dan hak-hak. Mereka mempunyai pemikiran dan perasaan hati dan hendaklah bergaul dengan semangat persaudaraan. |